# هانا تشابلن
هانا تشابلن (بالإنجليزية:Hannah Chaplin) (مواليد 11 أغسطس 1865 - وفيات 28 أغسطس 1928) ممثلة موسيقية ومسرحية إنجليزية وهي والدة الممثل المعروف تشارلي تشابلن .